# Wijken en buurten in Sint-Oedenrode
De Nederlandse gemeente Sint-Oedenrode is voor statistische doeleinden onderverdeeld in wijken en buurten. De gemeente is verdeeld in de volgende statistische wijken:
- Wijk 00 Sint-Oedenrode (CBS-wijkcode:084600)
- Wijk 01 Nijnsel (CBS-wijkcode:084601)
- Wijk 02 Boskant (CBS-wijkcode:084602)
- Wijk 03 Olland (CBS-wijkcode:084603)

Een statistische wijk kan bestaan uit meerdere buurten. Onderstaande tabel geeft de buurtindeling met kentallen volgens het Centraal Bureau voor de Statistiek (2008):
| CBS-buurtcode | Buurtnaam                                      | Inwonertal | Opp. totaal (ha) | Opp. land (ha) | Ligging                |
| ------------- | ---------------------------------------------- | ---------- | ---------------- | -------------- | ---------------------- |
| BU08460000    | Sint-Oedenrode Centrum                         | 2700       | 175              | 170            | Locatie in de gemeente |
| BU08460001    | Eerschot                                       | 1860       | 84               | 82             | Locatie in de gemeente |
| BU08460002    | Kienehoef en Armenhoef                         | 3840       | 101              | 98             | Locatie in de gemeente |
| BU08460003    | Cathalijne-Kinderbos                           | 1310       | 42               | 41             | Locatie in de gemeente |
| BU08460004    | Vogelenzang                                    | 930        | 22               | 22             | Locatie in de gemeente |
| BU08460005    | Everse en Koevering                            | 380        | 35               | 35             | Locatie in de gemeente |
| BU08460006    | Sloef                                          | 100        | 76               | 76             | Locatie in de gemeente |
| BU08460007    | Verspreide huizen Rijsingen en Heide           | 300        | 533              | 530            | Locatie in de gemeente |
| BU08460008    | Verspreide huizen Veerse Heide en Heikant      | 560        | 830              | 825            | Locatie in de gemeente |
| BU08460009    | Verspreide huizen Jekschot                     | 190        | 599              | 599            | Locatie in de gemeente |
| BU08460100    | Nijnsel                                        | 1360       | 72               | 71             | Locatie in de gemeente |
| BU08460107    | Verspreide huizen Hoogstraat, Laar en Zandhoef | 400        | 450              | 446            | Locatie in de gemeente |
| BU08460108    | Verspreide huizen Vressel en Zwijnsbergen      | 370        | 470              | 462            | Locatie in de gemeente |
| BU08460109    | Verspreide huizen Vresselse Heide              | 340        | 1065             | 1057           | Locatie in de gemeente |
| BU08460200    | Boskant                                        | 810        | 24               | 24             | Locatie in de gemeente |
| BU08460209    | Verspreide huizen Boskant                      | 640        | 1026             | 1024           | Locatie in de gemeente |
| BU08460300    | Olland                                         | 590        | 46               | 46             | Locatie in de gemeente |
| BU08460309    | Verspreide huizen Olland                       | 480        | 845              | 840            | Locatie in de gemeente |